# Municipio de Stafford (Minnesota)
El municipio de Stafford (en inglés: Stafford Township) es un municipio ubicado en el condado de Roseau en el estado estadounidense de Minnesota. En el año 2010 tenía una población de 284 habitantes y una densidad poblacional de 3,05 personas por km².

## Geografía
El municipio de Stafford se encuentra ubicado en las coordenadas 48°45′40″N 95°48′39″O / 48.76111, -95.81083. Según la Oficina del Censo de los Estados Unidos, el municipio tiene una superficie total de 93.26 km², de la cual 93,26 km² corresponden a tierra firme y (0 %) 0 km² es agua.

## Demografía
Según el censo de 2010, había 284 personas residiendo en el municipio de Stafford. La densidad de población era de 3,05 hab./km². De los 284 habitantes, el municipio de Stafford estaba compuesto por el 99,3 % blancos, el 0,7 % eran amerindios. Del total de la población el 0,7 % eran hispanos o latinos de cualquier raza.